# Janus kinázy
Janus kinázy (JAKs) tvoří proteinovou rodinu patřící do tyrosinkinázové superrodiny. Tyto vnitromembránové proteiny asociují s širokou škálou cytokinových receptorů a představují způsob, jak tyto receptory přenášejí signál, jelikož samy o sobě nemají kinázovou aktivitu. Hlavní funkcí JAK proteinů je fosforylace proteinů rodiny STAT (Signal Transducer and Activator of Transcription), což je rodina transkripčních faktorů. Dohromady tvoří klíčovou součást signální dráhy JAK/STAT. Tato rodina má u savců celkem 4 zástupce : JAK1, JAK2, JAK3 a TYK2 (Tyrosin kináza 2). Její jméno je odvozeno od jména římského boha počátků, duality, cest a konců, Januse, jelikož JAK proteiny obsahují dvě kinázové domény (jedna z nich je neaktivní, ale hraje regulační úlohu).

## Členové
Janus kináza 1 (JAK1) – JAK1 je exprimovaná ubikvitně a je důležitá pro signalizaci těmito cytokiny : IFN α/β, IFN γ, IL-2, IL-4, IL-7, IL-9, IL-15, IL-21, rodina cytokinů IL-6, rodina cytokinů IL-10.
Janus kináza 2 (JAK2) – JAK2 je exprimovaná ubikvitně a je důležitá pro signalizaci těmito cytokiny : IFN γ, IL-3, IL-5, GM-CSF, EPO, TPO, G-CSF, GH, leptin.
Janus kináza 3 (JAK3) – JAK3 je exprimovaná především v buňkách imunitního systému a je klíčová v procesu zrání buněk imunitního systému. Je důležitá pro signalizaci těmito cytokiny : IL-2, IL-4, IL-7, IL-9, IL-15, IL-21.
Tyrosin kináza 2 (TYK2) – TYK2 je exprimovaná ubikvitně a je důležitá pro signalizaci těmito cytokiny : IFN α/β, IL-12, IL-23.

## Struktura

Schematické zobrazení domén Janus kinázy(JAK)

Proteiny této rodiny mají kolem 1100 aminokyselin a molekulární hmotnost mezi 120 až 140 kDa. Skládají se ze 4 funkčních domén, kterými jsou (od N-konce) FERM (band 4.1, ezrin, radixin, moesin), SH2 doména (Src homology 2), pseudokinázová doména a kinázová doména. Tyto domény jsou dále členěny na tzv. JAK homology (JH) domény, kterých je celkem 7 (JH1-JH7). JH1 představuje kinázovou doménu, JH2 pseudokinázovou doménu a JH3-4 SH2 doménu a JH5-7 FERM doménu.

## Funkce
JAK proteiny slouží jako přenašeče cytokinových a hormonálních signálů, důležité pro iniciaci správného typu imunitní odpovědi, zrání buněk imunitního systému a vývoj. Jsou konstitutivně asociovány s proximálními vnitrobuněčnými oblastmi cytokinových receptorů bohatých na prolin (box1) a hydrofobické aminokyseliny (box2). K asociaci s oblastí "box1" dochází pomocí FERM domény a k asociaci s oblastí "box2" pomocí SH2 domény. Po signalizaci odpovídajícím ligandem a dimerizaci receptorů dochází k trans-fosforylaci JAK proteinů a jejich aktivaci. Následně JAK proteiny fosforylují tyrosinové zbytky na distálním konci asociovaných receptorů, čímž vytváří místo pro vazbu STAT proteinů skrze jejich SH2 doménu. Po vazbě STAT proteinů na fosforylovaný tyrosinový zbytek dochází k fosforylaci tyrosinového zbytku na STAT proteinu, jeho disociaci a následné dimerizaci.

### Regulace
Přesný mechanismus regulace JAK proteinů je prozatím neúplný, ovšem z dosavadních poznatků lze rámcově rozdělit jejich regulaci na dvě části. První je regulace za pomoci domén přítomných v JAK proteinech, z nichž má v tomto smyslu klíčovou funkci pseudokinázová doména. Druhá je regulace za pomoci dalších proteinů, a to buď fosfatázami (SHP1, SHP2, PTP1B, TCPTP, CD45) a nebo rodinami proteinů obsahující SH2 doménu (SOCS, LNK).

### Využití v terapii
Z terapeutického hlediska je velký zájem o inhibitory těchto kináz, které mohou regulovat nežádoucí efekty a defekty těchto kináz a potažmo JAK/STAT dráhy (jakinibs).